# ボリバー郡 (ミシシッピ州)
ボリバー郡（英: Bolivar County）は、アメリカ合衆国ミシシッピ州の西部、ミシシッピ・デルタ地域に位置する郡である。人口は3万0985人（2020年）。郡庁所在地はクリーブランド、およびローズデールの2つである。郡名は19世紀初期に南アメリカの幾つかの国がスペインからの独立を果たしたときの指導者シモン・ボリバルに因んで名付けられた。
ボリバー郡はその全体でクリーブランド都市圏を構成している。

## 地理
アメリカ合衆国国勢調査局に拠れば、郡域全面積は905.76平方マイル (2,345.9 km2)であり、このうち陸地876.28平方マイル (2,269.6 km2)、水域は29.47平方マイル (76.3 km2)で水域率は3.25%である。

### 主要高規格道路
- アメリカ国道61号線
- ミシシッピ州道1号線
- ミシシッピ州道8号線
- ミシシッピ州道32号線

### 隣接する郡
- コアホマ郡 - 北
- サンフラワー郡 - 東
- ワシントン郡 - 南
- デシェイ郡 (アーカンソー州) - 西

### 国立保護地域
- ダホメー国立野生生物保護区

## 人口動態
以下は2000年国勢調査による人口統計データである。
| 基礎データ - 人口: 40,633人 - 世帯数: 13,776 世帯 - 家族数: 9,725 家族 - 人口密度: 18人/km2（46人/mi2） - 住居数: 14,939軒 - 住居密度: 7軒/km2（17軒/mi2） 人種別人口構成 - 白人: 33.24% - アフリカン・アメリカン: 65.11% - ネイティブ・アメリカン: 0.10% - アジア人: 0.49% - 太平洋諸島系: 0.01% - その他の人種: 0.48% - 混血: 0.56% - ヒスパニック・ラテン系: 1.17% 年齢別人口構成 - 18歳未満: 29.6% - 18-24歳: 14.0% - 25-44歳: 25.7% - 45-64歳: 19.6% - 65歳以上: 11.0% - 年齢の中央値: 30歳 - 性比（女性100人あたり男性の人口） - 総人口: 87.8 - 18歳以上: 81.7 | 世帯と家族（対世帯数） - 18歳未満の子供がいる: 35.2% - 結婚・同居している夫婦: 38.2% - 未婚・離婚・死別女性が世帯主: 27.3% - 非家族世帯: 29.4% - 単身世帯: 25.3% - 65歳以上の老人1人暮らし: 9.9% - 平均構成人数 - 世帯: 2.79人 - 家族: 3.36人 収入と家計 - 収入の中央値 - 世帯: 23,428米ドル - 家族: 27,301米ドル - 性別 - 男性: 27,643米ドル - 女性: 20,774米ドル - 人口1人あたり収入: 12,088米ドル - 貧困線以下 - 対人口: 33.3% - 対家族数: 27.9% - 18歳未満: 43.9% - 65歳以上: 27.9% |

## 郡政府
ボリバー郡は5人の理事による監督理事会によって統治されている。各理事は5つの選挙区からそれぞれ選ばれている。日々の運営は西召される郡管理官によって行われている。

## 都市と町

### 都市
- クリーブランド - 郡庁所在地
- ローズデール - 郡庁所在地
- マウンドバイユー
- ショー（小部分がサンフラワー郡）
- シェルビー（英語版）

### 町
| - ベノイト - ビューラー - ボイル | - ダンカン - ガニソン - メリゴールド | - ペイス - レノバ - ウィンストンビル |

### 村
- アリゲーター

### 未編入の町
| - チョクトー - ディーソン - ハッシュパッキーナ - ラモント | - リットン - マルビナ - オライリー - パースシャー | - ラウンドレイク - スコット - スキーン - ストリングタウン | - サイモンズ - ワックスホー |

## 教育

### 高等教育機関
- デルタ州立大学、クリーブランド市

### 公共教育学区
- ベノイト教育学区
- クリーブランド教育学区
- マウンドバイユー教育学区
- 北ボリバー教育学区、シェルビー市
- ショー教育学区
- 西ボリバー教育学区、ローズデール市

クリーブランド教育学区以外の5つの学区は州内152の学区の中で小さい方から20傑に入っている。ミシシッピ州では、ボリバー郡が唯一6つの教育学区を持っている郡である。
2012年、ミシシッピ州教育委員会がボリバー郡の6教育学区を3つないし2つに統合させる案を州議会に提出した。ミシシッピ州上院はこの案を賛成37票、反対11票で可決した。

### 私立学校
- バイユー・アカデミー、クリーブランド市

## メディア
「ボリバー・コマーシャル」紙が郡内で購読されている